# Antifouling
Un antifouling, peinture antifouling, peinture antisalissure ou peinture antisouillure est une peinture destinée à empêcher les organismes aquatiques de se fixer sur la coque des navires ou sur d'autres objets immergés, comme les hydroliennes (phénomène d'encrassement biologique appelé fouling ou biofouling). Elle peut contenir des biocides ou empêcher l’adhérence des algues par un moyen mécanique, comme une adhérence très faible ou une surface érodable.

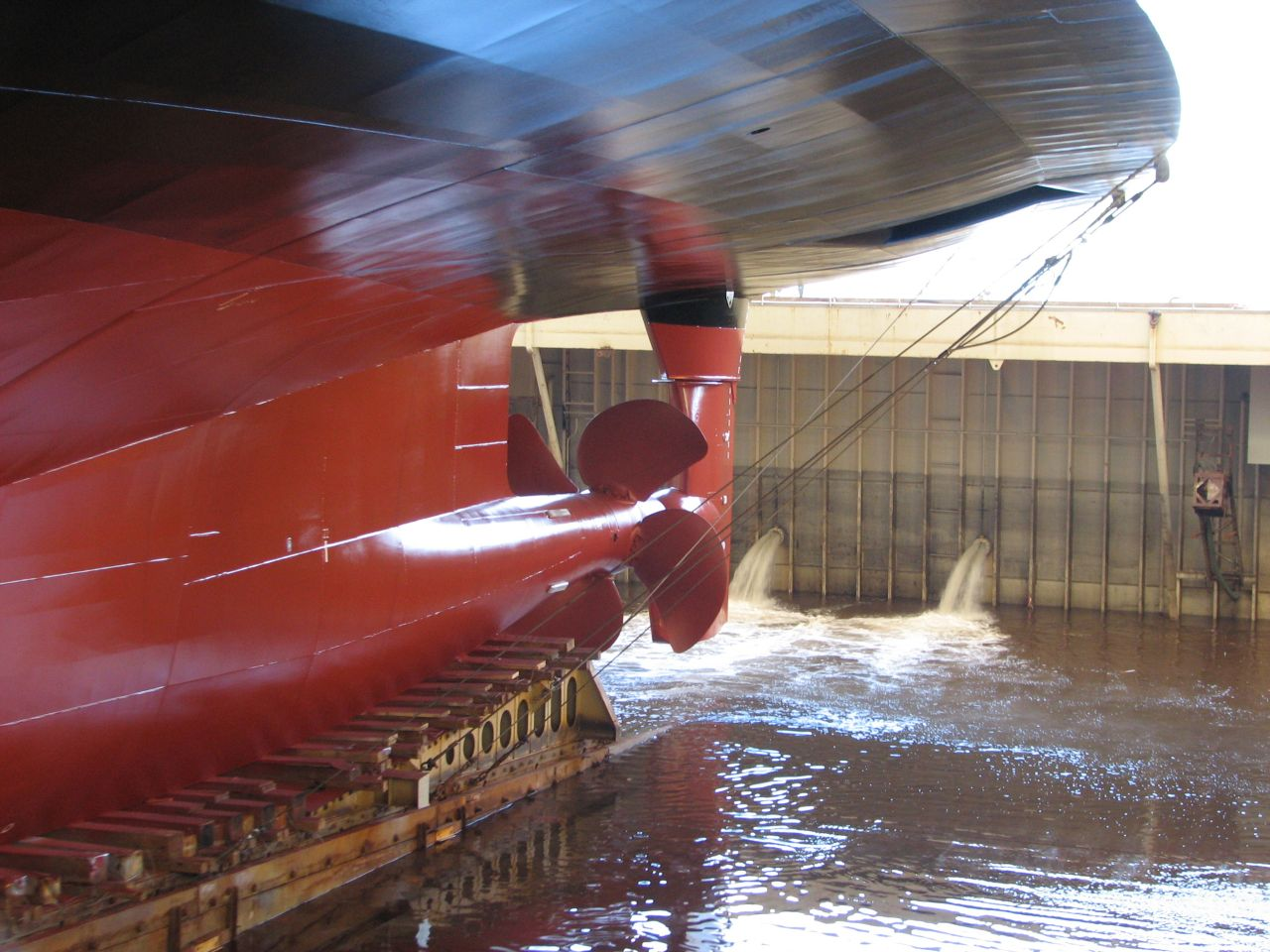
Les peintures antifoulings ou dites « antisalissure » protègent la partie constamment immergée de la coque, du gouvernail et parfois (comme ici) de l'hélice. Les grands navires doivent être carénés en cale sèche.

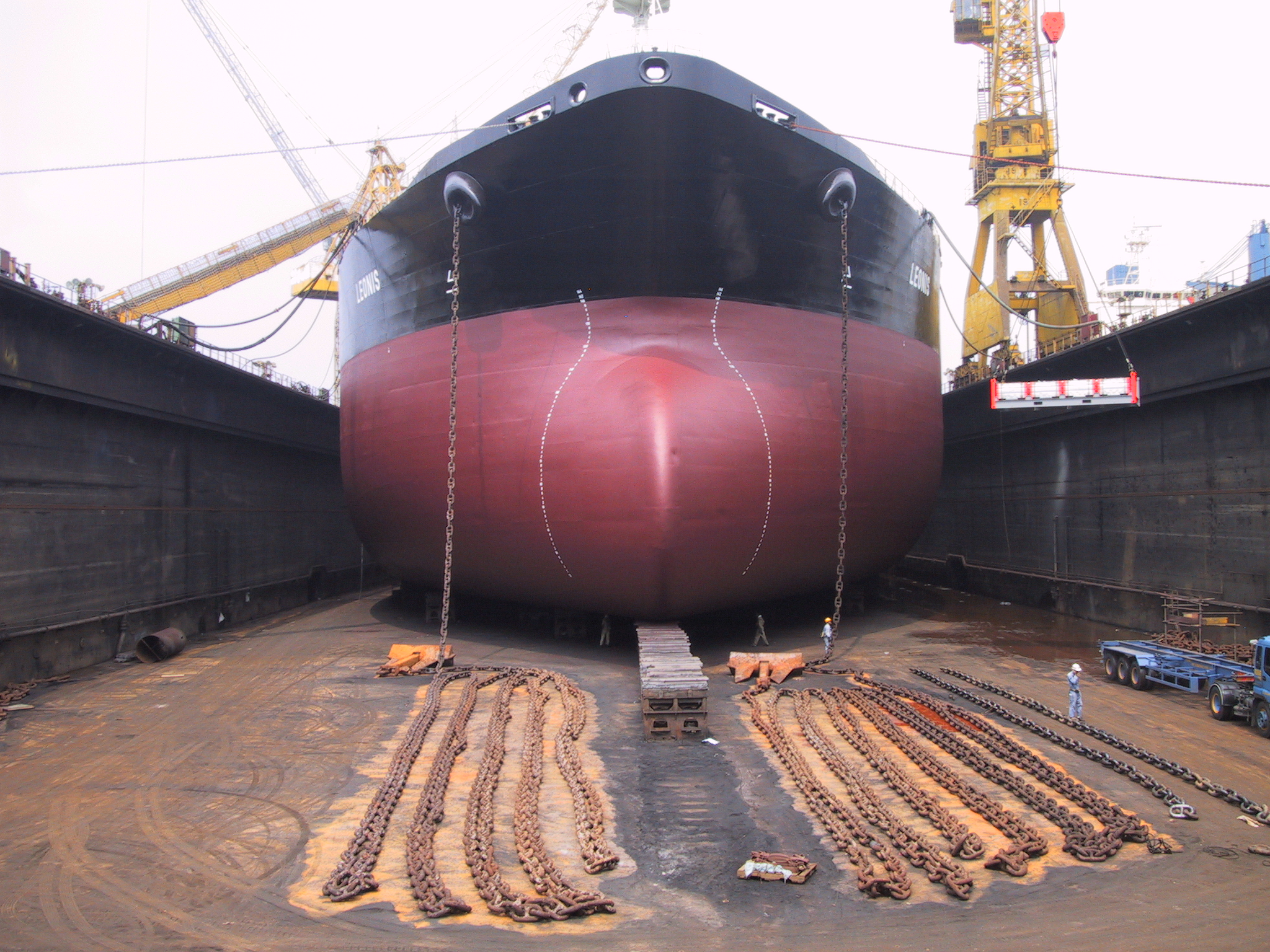
À longueur équivalente, selon la largeur et la forme de la coque et de la quille, selon la jauge brute (et donc le tirant d'eau et le « déplacement » du navire), la surface de peinture (et donc sa quantité) varient considérablement

Le mot est formé à partir du mot fouling qui, pour les anglophones, décrit la colonisation spontanée d’un support immergé par des organismes se fixant sur ce support (la communauté de ces organismes est dite « épibiose »).
Le « fouling » est un phénomène naturel. Il commence par un biofilm invisible, suivi par la colonisation du substrat par une série d'organismes. Il se forme plus vite dans les couches d'eau éclairées et riches en nutriments.
Il concerne les coques des navires mais également diverses installations fixes ou non fixes immergées de plates formes pétrolières, des ports (tubes, pieux, canalisations, échangeurs thermiques dans les centrales nucléaires refroidies par l'eau de mer, par exemple), etc.
Plus de 25 000 espèces capables de coloniser les coques ont été recensées : bactéries, algues unicellulaires, algues vertes, bernicles, éponges, vers marins. Les francophones utilisent parfois l'expression bio-salissure.
Du fait de l'érosion naturelle de l'antifouling et de sa perte d'activité avec le temps, le traitement de la coque doit être renouvelé périodiquement.
Officiellement, l'OMI parle maintenant de « systèmes anti-fouling », définis comme « revêtement, peinture, traitement de surface, surface ou dispositif qui est utilisé sur un navire pour contrôler ou empêcher le dépôt d'organismes indésirables ».
Les antifoulings contiennent en forte concentration des produits chimiques toxiques pour la vie marine (biocides), ce qui a conduit à réglementer leur usage (interdiction mondiale du tributylétain (TBT), en commençant par les navires de moins de 25 m (en 2005, il restait beaucoup de navires de commerce et de navires de guerre en circulation, dont la coque était couverte d'une peinture au TBT). L'Europe a réglementé les aires de carénages, et des dispositifs internationaux de contrôle sont en préparation.

## Objectifs et principes

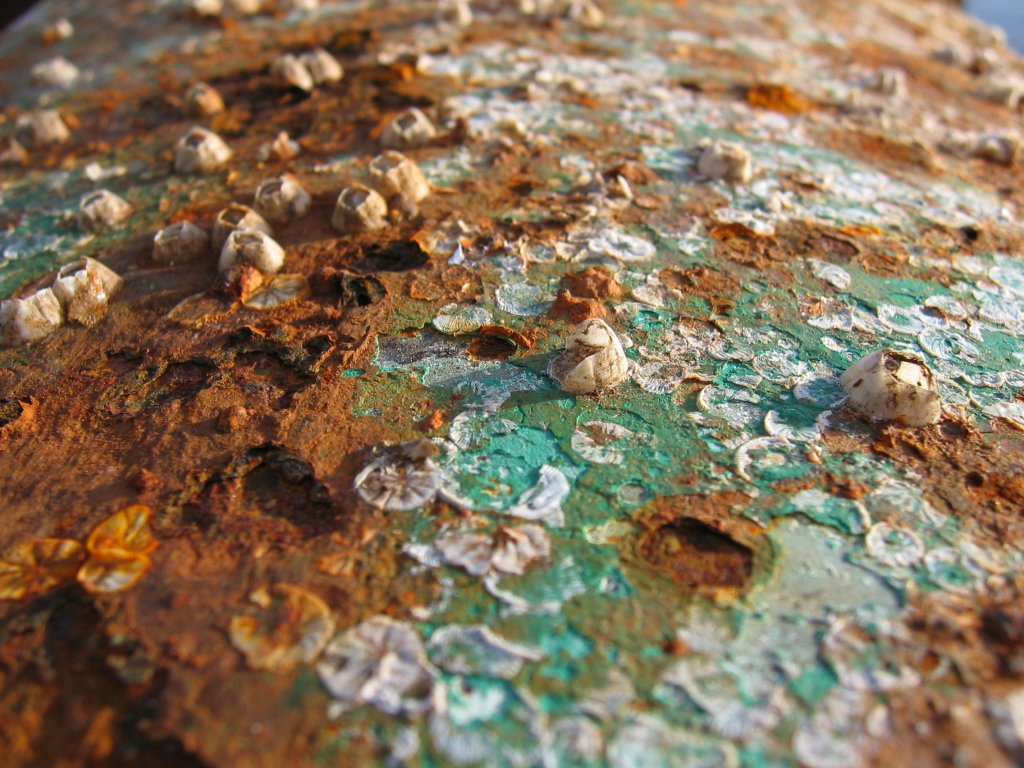
Exemple de « fouling »

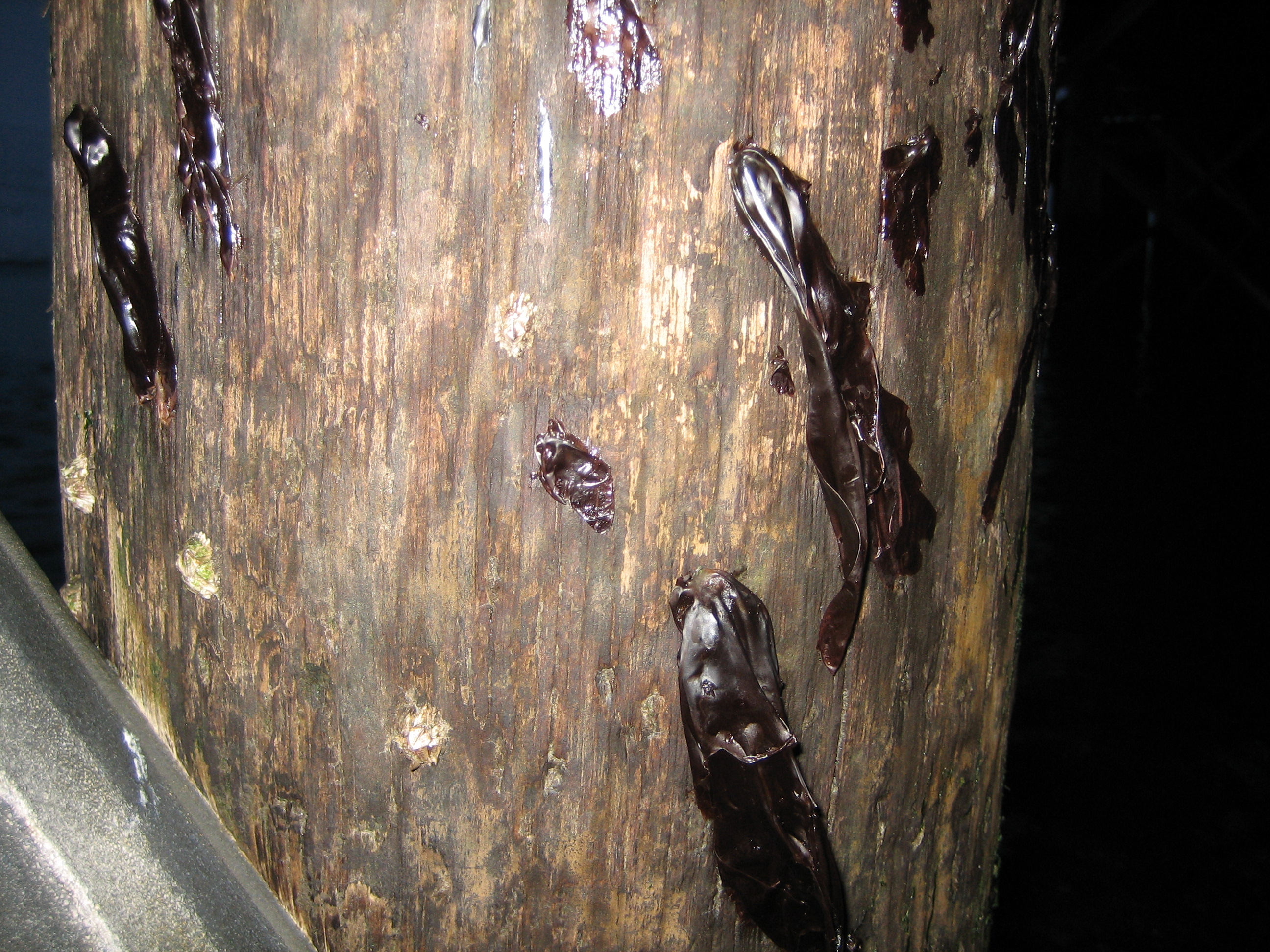
Le fouling ne concerne pas que les coques de navires (ici algues sur pieu de bois)

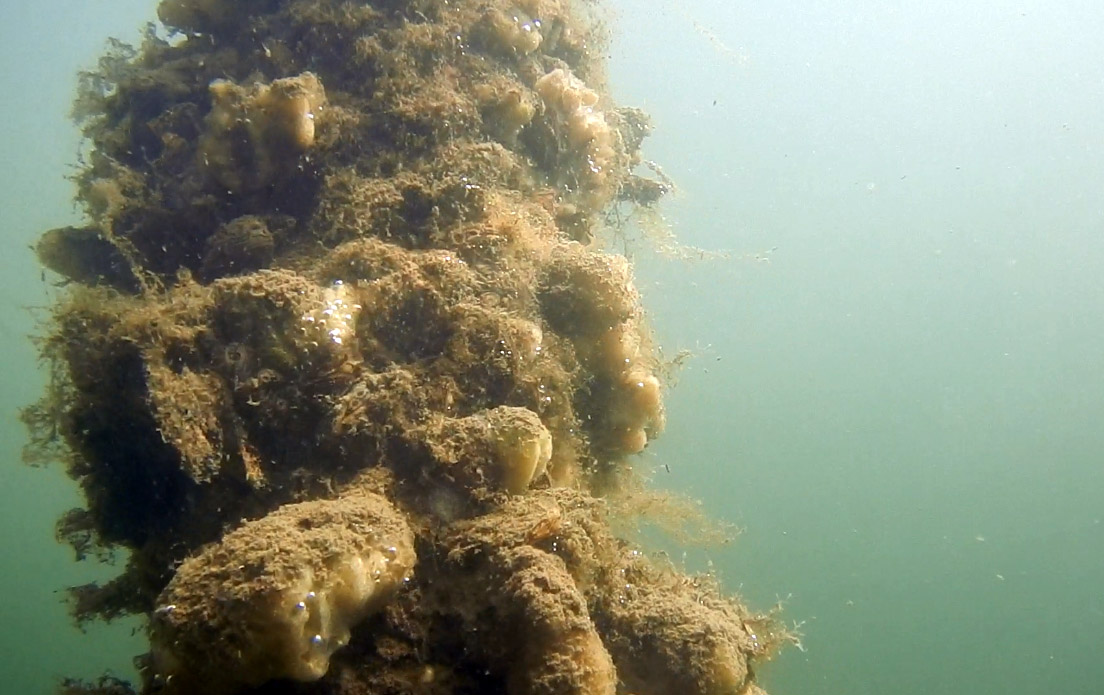
Autre exemple en eau douce avec une communauté d'algues, bactéries, éponges d'eau douce et microrganismes animaux ayant recouvert (fouling) la gaine métallique d'un câble électrique immergé (dans un canal du nord de la France : Moyenne-Deûle à Lille)

Lutter contre les bio-salissures répond à plusieurs objectifs :
- empêcher ou ralentir la croissance d'organismes freinant la vitesse des navires ; 1 à 2 mm d'algues et organismes fixés sur une coque causent une perte de vitesse d'environ 15 % ; durant les régates, les voiliers sont souvent carénés tous les 15 jours et brossés à chaque étape, ce qui leur ferait gagner 1/3 de nœud[5] ;
- maintenir le poids normal d'une embarcation (selon l'OMI, sans protection ni grattage, dans les cas extrêmes, chaque mètre carré de coque immergé en permanence pourrait accueillir jusqu'à 150 kg d'organismes en moins de six mois. Un très grand navire disposant de 40 000 m2 de surface immergée de coque pourrait ainsi être alourdi par jusqu'à 6 000 tonnes d'organismes[6] ;
- diminuer la consommation de carburant des navires (quand ils sont motorisés). Une coque fortement couverte de fouling peut demander 40 % de carburant en plus, voire 50 % selon l'OMI[6] ;
- protéger les coques métalliques de la corrosion que le biofilm peut accélérer, et améliorer la glisse de bateaux militaires ou de régate.
- permettre des gains financiers : étendre l'intervalle de temps entre deux mises en cale sèche (pour les systèmes anti-fouling offrant plusieurs années d'efficacité) allonge le temps de disponibilité et d'exploitation des navires[6] ;
- minimiser le transport de propagules par les coques lors des déplacements d'un océan à l'autre, d'un lac à l'autre, pour limiter l'introduction de pathogènes ou d'espèces invasives[7]. Ce phénomène est ancien mais en forte augmentation avec le développement des transports maritimes (le ballastage/déballastage y contribue). Il existe aussi en eau douce, avec par exemple la moule zébrée qui se montre très invasive depuis quelques décennies et qui peut se fixer sur la coque de navires[8].

L'antifouling est appliqué comme une peinture sur la coque du navire. Le revêtement biocide contient une ou plusieurs molécules toxiques pour les organismes qui se fixent sur les coques des navires ou les objets immergés que l’on veut protéger. Pour être durablement efficaces, ces toxiques sont peu à peu largués par le médium (liant) qui constitue la base de cette peinture. Pour rester efficace, l'antifouling doit être régulièrement renouvelé c'est-à-dire appliqué après décapage de l'ancienne couche d'antifouling et des organismes marins qui ont pu se fixer.
Plusieurs types d'antifouling sont adaptés aux usages du navire (selon la fréquence des déplacements, les gains recherchés en termes de vitesse et consommation de carburant) :
- l'antifouling érodable (parfois dit « autopolissant ») comporte un liant copolymère soluble dans l’eau qui s’érode graduellement au contact de l’eau durant le déplacement du navire ;
- l'antifouling à matrice dure comporte un liant qui ne se dissout pas dans l’eau. Les composants biocides contenus dans cette matrice diffusent dans le liant puis dans l'eau ;
- l'antifouling à film mince crée une surface anti-adhérente très lisse et à faible frottement sur laquelle le fouling ne se fixe que difficilement.

Depuis quelques années, avant d’être mis sur le marché ou pour des études a posteriori d'écotoxicité, les antifoulings doivent être testés (DL 50, DL 10, perturbations de la croissance ou de la reproduction…) sur certaines espèces cibles ou jugées représentatives, telles la moule Mytilus edulis, ou des embryons et larves d'oursins (Paracentrotus lividus, l'espèce d'oursin la plus fréquente en Méditerranée) et d'ascidies (Ciona intestinalis) selon des protocoles plus ou moins normalisés.
Pour l'OMI, un biocide idéal devrait répondre aux critères suivants :
- large spectre d'activité ;
- faible toxicité pour les mammifères ;
- faible solubilité dans l'eau ;
- non bioaccumulable dans le réseau trophique ;
- non persistant (dans l'environnement) ;
- compatible avec les matières premières des peintures ;
- rapport qualité/prix favorable.

## Histoire des peintures et procédés «antisalissure»

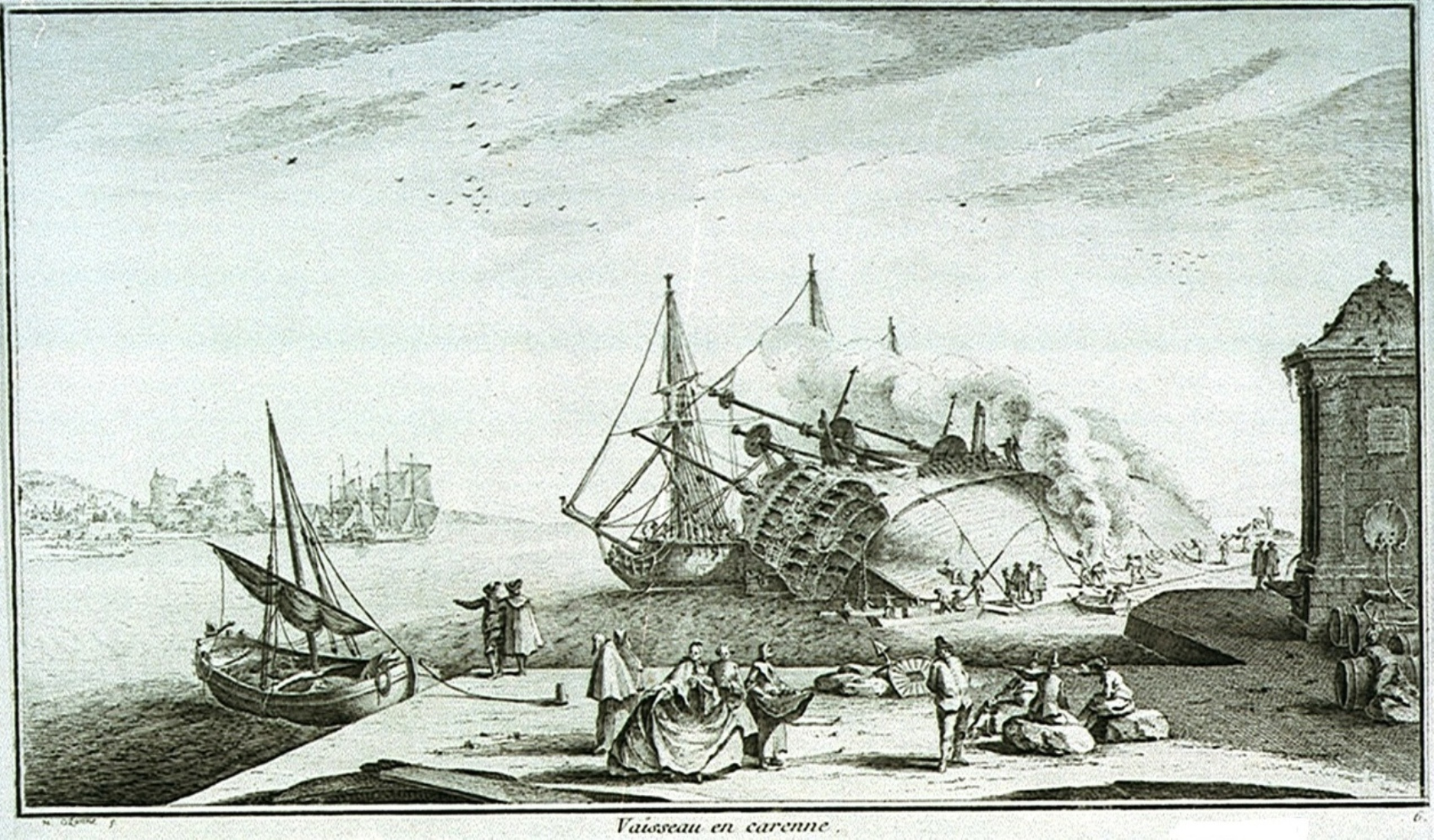
Vaisseau abattu en carène, vers 1760

Depuis l'Antiquité et jusqu'aux débuts de l'époque de la grande marine à voile et à coques de bois, les navires de grande taille étaient gravement handicapés par les anatifes et autres organismes marins qui les ralentissaient et dégradaient leur capacité à remonter contre le vent. De plus les tarets les dégradaient en forant leurs galeries dans le bois des coques, pouvant entrainer la perte du navire.
Pour lutter contre ces derniers, les Phéniciens, les Égyptiens et les Romains ont utilisé plusieurs techniques : doublage de la coque par une deuxième coque en bois, plaques de cuivre ou de plomb (qui alourdissaient les embarcations).
Outre les goudrons (utilisés en particulier pour le Syracusia), les premières recettes connues de peintures protectrices et biocides ont été inventées par les chantiers navals de l'ancienne marine à voile :
- des peintures à base de chaux ont dans un premier temps été utilisées[6] ;
- à l'époque de Christophe Colomb, on utilisait des enduits cireux (mélange de poix, suif ou autre graisse avec de la cire d'abeille)[5] ;
- de l'arsenic a été ensuite très largement utilisé sous forme inorganique, valorisant ainsi jusqu'à nos jours de l'arsenic massivement produit comme déchet des mines d'or[6],[12] ;
- le mercure puis des organomercuriels (depuis longtemps connus comme pesticides agricoles) ont aussi été utilisés par la marine à voile[4],[6] ;
- à partir du début du XVIIIe siècle, des feuilles de cuivre clouées sur les parties immergées de la coque de certains navires, et qui avaient le même effet, plus durablement, mais de manière plus coûteuse. Du cinabre et de la céruse (très toxiques) pouvaient être ajoutés, entre le cuivre et le bois, pour efficacement lutter contre les tarets[5]) ;
- le tributylétain a été très utilisé des années 1960 à 1990 (presque tous les bateaux en portaient dans les années 1970[6]), mais trop toxique, il laisse peu à peu place aux sels de cuivre (principalement Cu2O). Cependant le Cu2O n'est pas non plus anodin et il est facilement bioaccumulé). Les fabricants peinent à trouver des alternatives, car le Cu2O présentait aussi l'avantage d'être érodable et de favoriser sa lixiviation et celle d'autres composants biocides des antifoulings[13], ce qui allonge leur durée d'efficacité ;
- depuis les années 1990, le diuron et l'irgarol (qui semble moins toxique que le diuron[14]) comptent parmi les premiers substituts aux composés organostanniques, mais d'autres alternatives sont recherchées et testées, dont l'utilisation de peroxydes (qui en réagissant avec l'eau de mer créer du peroxyde d'hydrogène et les ions métalliques très soluble dans l'eau, ainsi a-t-on testé des peroxydes de strontium, de calcium, de magnésium, de zinc[13], a priori beaucoup moins écotoxiques, mais souvent un peu moins efficaces, plus chères, ou moins durables).

### Importance militaire
De meilleurs antifoulings ont donné à certaines flottes de guerre un avantage sur leur adversaire. Michael Champ et Peter Seligman en ont donné trois exemples dans une étude portant sur des batailles navales des 200 dernières années :
- la victoire anglaise à la bataille de Trafalgar ; les coques des navires anglais recouvertes de cuivre n’étaient pas encrassées au contraire des bateaux français devenus moins manœuvrables ;
- la guerre russo-japonaise de 1904 : les navires russes de la flotte de Baltique durent entreprendre un immense périple (les plus gros passant par le cap de Bonne-Espérance) pour remplacer les navires de l’escadre du Pacifique coulés à Port-Arthur, forteresse russe en Corée assiégée par le Japon. Les menées diplomatiques de l’Angleterre interdirent tout accès à des bases navales pour caréner, les Français, pourtant alliés des russes, étant obligés de leur conseiller des mouillages discrets comme Nosy Be ou Cam Ranh totalement dépourvus de bassins de radoub. En conséquence, les cuirassés et les croiseurs russes, couverts d’algues et de coquillages, se traînaient littéralement sur l’eau lorsqu’ils atteignirent la mer du Japon et le détroit de Tsushima où ils furent littéralement massacrés par la flotte japonaise de l’amiral Togo fraichement carénée et opérant à quelques heures  de ses bases ;
- l’odyssée du croiseur SMS Emden qui opérait tout seul « en corsaire » contre les navires de commerce britanniques durant la 1re Guerre mondiale. Son terrain de chasse était les eaux tropicales du Pacifique et de l’Océan indien où il sema la dévastation, coulant de nombreux cargos, mais aussi le croiseur russe Jemchtoug et le torpilleur français Mousquet.  Son commandant Von Müller était très conscient du handicap de la salissure (très rapide en eaux tropicales) et réussit même à berner les Anglais en carénant partiellement à Diego Garcia, une base anglaise dépourvue de télégraphe où la nouvelle de la déclaration de guerre n’était pas encore parvenue. Toutefois après une campagne de plusieurs mois qui avait affaibli ses machines et sali sa coque, l’Emden n’était plus au mieux de sa forme lorsqu’il fut repéré alors qu’il tentait de détruire la station de télégraphe et de T.S.F. des îles Cocos. L’amiral anglais Glossop qui commandait le HMS Sydney, doté de plus gros canons mais en principe moins rapide que l'Emden, mais tout fraîchement caréné, intercepta le navire allemand et engagea le combat. En fait le Sydney avait un avantage de près de trois nœuds sur l’Emden et régla la distance de tir à sa guise, martelant le croiseur allemand qui ne put que se jeter à la côte pour tenter de sauver son équipage ;
- la guerre du Pacifique ; la technologie américaine d’antifouling, meilleure que la japonaise, a été un avantage pour la marine américaine, en donnant à ses bâtiments un plus grand rayon d’action ;
- la guerre des Malouines en 1982, le paquebot Queen Elizabeth 2 est transformé pour le transport de troupes en quelques jours et arrive en avance car il était recouvert avec un revêtement de copolymères d’organoétain.

Des études conduites aux États-Unis sur différents types de navires montrent qu’il existe des alternatives économiquement et environnementalement acceptables, y compris pour les sous-marins ou de très grands navires tels que les porte-avions, par exemple avec les copolymères organométalliques.

## Efficacité
Les peintures érodables à copolymères contenant du tributylétain se sont montrées les plus efficaces pour tous les organismes responsables du « fouling », mais trop toxiques pour l'environnement marin.
Les fabricants continuent de chercher à produire des revêtements à large spectre. mais, pour un même antifouling, l'efficacité, et le type d'organismes réussissant à coloniser une coque varient aussi selon les conditions du milieu (salinité, température, pH turbidité, teneur en nutriments), selon la nature de la coque (plus ou moins anti-adhérente) et selon la plus ou moins grande mobilité et vitesse du navire ou la fréquence de la mise hors d'eau de la coque (à marée basse notamment). Les bateaux qui passent (dans les estuaires) régulièrement d'une eau douce à une eau salée ont une coque qui reste naturellement plus « propre », car les organismes pouvant supporter à la fois ces deux milieux sont rares.

## Réglementation
Le nom des biocides inclus dans les peintures est une information minimale devant figurer sur l'étiquetage ; il n'est souvent cité qu'en petits caractères, et sous forme développée peu compréhensible, sauf pour les chimistes. Le taux (pourcentage en poids) de ces produits ne figure généralement pas sur l'étiquette ce qui ne permet pas de comparer leurs toxicités.
Les antifouling de la fin du XXe siècle contenaient jusqu’à 20 % de TBT. Dans les années 2000, les peintures antisalissure semblent contenir de 7 à 10 % de biocides très toxiques, en plus de l'oxyde de cuivre(I) qui constituerait de 30 à 40 % de la masse de ces peintures. Certains antifoulings contiendraient (ou ont contenu) des antibiotiques et/ou des sulfamides qui sont susceptibles d'induire l'apparition de microbes antibiorésistants dans le biofilm (par exemple Seanine), du zinc pyrithione, des désinfectants de type ammonium quaternaire (le Biomerrit) ou encore du téflon :
- les effets néfastes sur l'environnement des composés organostanniques ont été reconnus par l'OMI en 1989[4] ;
- en 1990, une résolution de la commission de la protection du milieu marin (MEPC) de l'OMI recommande aux gouvernements d'adopter des mesures visant à interdire le TBT, mais uniquement pour des bateaux petits ou de taille moyenne (jusqu'à 25 m) (et avec dérogation pour les coques en aluminium), et d'interdire les antifoulings dont le taux de lessivage (lixiviation) dépasse 4 microgrammes de TBT par jour ;
- la Conférence de Rio de 1992 (chapitre 17) appelait les États à réduire la pollution causée par les composés organostanniques des antifoulings[4] ;
- en novembre 1999, une résolution de l'Assemblée de l'OMI invite le MEPC à créer un instrument international juridiquement contraignant et appelle à une interdiction globale d'application d'organostanniques sur les coques avant le 1er janvier 2003, et une interdiction totale de présence du produit sur la coque (ou peinture ancienne recouverte par une nouvelle couche de peinture formant une barrière « empêchant ces composés de s'échapper des systèmes antisalissure sous-jacents non conformes ») avant le 1er janvier 2008 (avec en Europe au 1er janvier 2008 l'application des directives 76/769/EC – 99/51/EC visant l'élimination de tous les revêtements contenant du TBT[19]). Une dérogation exclue toujours les plates-formes fixes et flottantes, les unités flottantes de stockage (FSO), et flottante de production, de stockage et des unités de déchargement (FPSO).

### Contrôles
Une des lacunes de la réglementation sur les antifoulings est ou a été – outre l'étendue de certains dispositifs dérogatoires – le manque de cadre unique ou harmonisé au niveau international pour le contrôle de la règlementation. Par exemple le port de Hong Kong autour duquel les contaminations par le TBT sont très élevées avait encore à la fin des années 1990 la réputation d'être notoirement laxiste sur la réglementation sur le TBT.
Pour y remédier, l'OMI a préparé une convention internationale sur le contrôle des antifoulings toxiques sur les navires adoptée après 5 jours d'échanges diplomatiques au Siège de l'OMI à Londres le 5 octobre 2001, mais qui selon son article 17 ne peut entrer en vigueur que 12 mois après sa ratification par 25 États-membres de l'OMI (devant en outre représenter au moins 25 % du tonnage de la marine marchande mondiale). Début 2011, 51 pays représentant environ 78,81 % du tonnage marchand mondial l'avaient ratifié.
Cette convention autorise chaque État signataire à « interdire et / ou limiter l'utilisation de systèmes antisalissure nuisibles sur les navires battant leur pavillon, ainsi que sur les navires non autorisés à battre leur pavillon, mais qui circulent sous leur autorité ainsi que tous les navires qui entrent dans un port, un chantier naval ou un terminal au large d'une des Parties ». À partir de 400 tonneaux de jauge brute, les navires effectuant des voyages internationaux (hors plates-formes fixes ou flottantes, FSU et FPSO) devront être soumis à une visite initiale avant la mise en service ou avant délivrance d'un certificat garantissant la conformité au système international sur les antifoulings (pour la première couche, à renouveler chaque fois que le système antisalissure sera modifié ou remplacé). Si le navire fait moins de 400 tonneaux de jauge brute, mais 24 mètres de long ou plus, et qu'il effectue des voyages internationaux (à l'exclusion des plates-formes fixes ou flottantes ; les unités flottantes de stockage (FSU), et flottante de production, de stockage et des unités de déchargement (FPSO)) « il devra être munis d'une déclaration sur les systèmes antisalissure signé par le propriétaire ou son mandataire autorisé ». Cette déclaration devra être accompagnée d'une documentation appropriée telle qu'un reçu pour la peinture ou une facture d'entreprise. L'annexe 1 listera les systèmes antifouling pouvant être interdits ou contrôlés, mise à jour « tant que de besoin ».
Les moyens d'analyses physicochimiques classiques sont assez couteux, plus de 150 euros l'analyse, malgré l'apparition de protocoles normalisés dans les années 1990-2000 (séparation par chromatographie liquide ou gazeuse couplée à différents détecteurs tels qu'à ionisation de flamme, spectrométrie de masse …). Ce coût pourrait être divisé par au moins 10, par exemple au moyen d'essais bactérien (Les limites de détection sont de 33 μg/L pour le TBT, et meilleure (0,03 μg/L) pour le dibutylétain (DBT)) ou de l'utilisation d'analyseurs portables à fluorescence X.
En Europe, les chantiers navals européens et gestionnaires de carénages risquent de se voir interdire certains biocides si les chantiers ne peuvent pas démontrer la pertinence des méthodes utilisées pour recueillir les déchets de peinture issues de la pulvérisation d'antifouling sur les coques. La Commission européenne pourrait notamment, si on ne lui fournit pas de telles preuves susciter de nouveaux règlements, plus stricts, pour limiter les pollutions accidentelles ou chroniques des sols ou des écosystèmes marins entourant les chantiers navals ou zones d'entretien. Cette législation serait intégrée dans une nouvelle directive biocides.

### Interdiction du tributylétain
Le tributylétain (TBT) utilisé à partir des années 1960 comme antifouling, très efficacement, a été le biocide le plus utilisé en marine dans le monde. Mais ce produit, ses molécules de dégradation et ses métabolites se sont révélés gravement et durablement polluants.
Le TBT par contact direct avec l'antifouling est mortellement toxique pour de très nombreuses espèces. À faible dose, il est neurotoxique, génotoxique et perturbe la réponse immunitaire de certaines espèces. Mais c'est aussi un perturbateur endocrinien qui provoque chez certains organismes – à très faible dose (moins d'un nanogramme par litre, ng/L) – en eau douce ou marine, des malformations et retards de croissance (par exemple un « chambrage » dans la coquille des huîtres) ou un phénomène d’imposex (masculinisation des organes sexuels féminins en l'occurrence), inférieures au ng/L (en eau douce ou marine). L’ampleur des impacts du TBT en termes d’imposex a été mis en évidence en Angleterre avec le gastéropode marin Nucella lapillus étudié sur les littoraux du Sud-Ouest du pays. Il s’est révélé bien plus répandu que ce à quoi s’attendaient les chercheurs, touchant sur toute la côte anglaise de la Manche, avec une fréquence et gravité d’autant plus élevées que les individus vivaient près des centres d’activité portuaire et de plaisance, en particulier près des estuaires d'Helford, Fal, Salcombe et Dart, ainsi que dans la baie de Plymouth Sound et la Tor Bay. On a montré en 1986 que près de Plymouth, le phénomène s’était régulièrement aggravé depuis 1969, corrélativement à la généralisation de l’usage du TBT comme antifouling,. En France, l'imposex du murex Hexaplex trunculus est aussi un des indicateurs de suivi de la pollution par le TBT, qui était encore localement problématique, dans les années 2000.
En France, dans les années 1970-1980, des taux élevés de TBT dans les coquillages ont causé un effondrement de la pêche commerciale de certains coquillages, poussant de nombreux États à réagir.
Les résidus de TBT (dont l'étain) persistent longtemps dans les sédiments portuaires et sur certains sites d'immersion de boues de dragage et à leur aval avec de possibles remises en suspension le cas échéant.
Pour ces raisons, en novembre 1999, une résolution de l’OMI (A.895) a été proposée, adopté le 5 octobre 2001, interdisant les peintures antifouling à base d’étain à compter du 1er janvier 2003. Leur présence sur la coque d’un navire sera interdite dès 2008.

### Les déchets de carénage

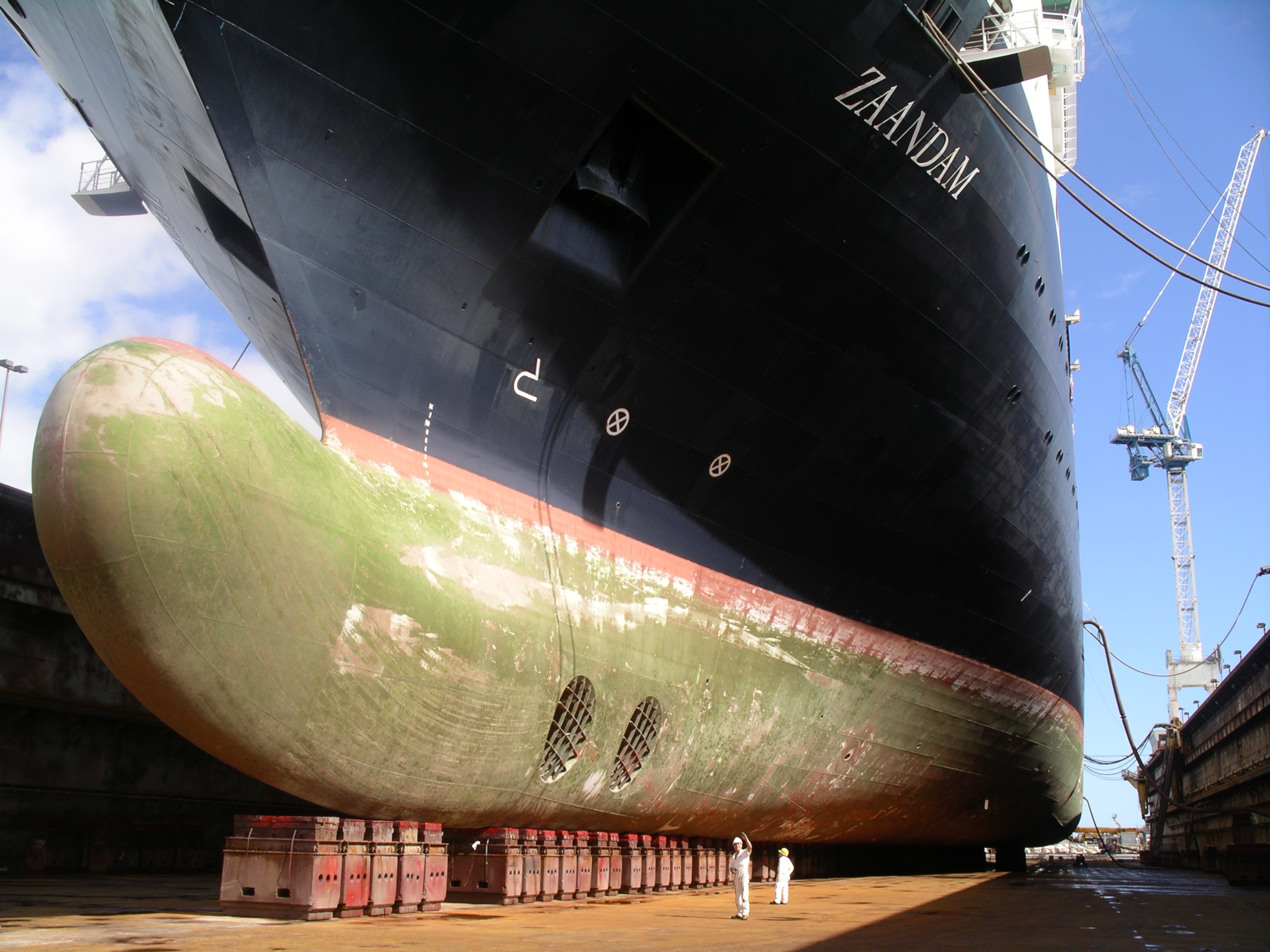
Cargo en cale sèche pour carénage. Une couche de balanes et d'algues vertes est visible sous la ligne de flottaison

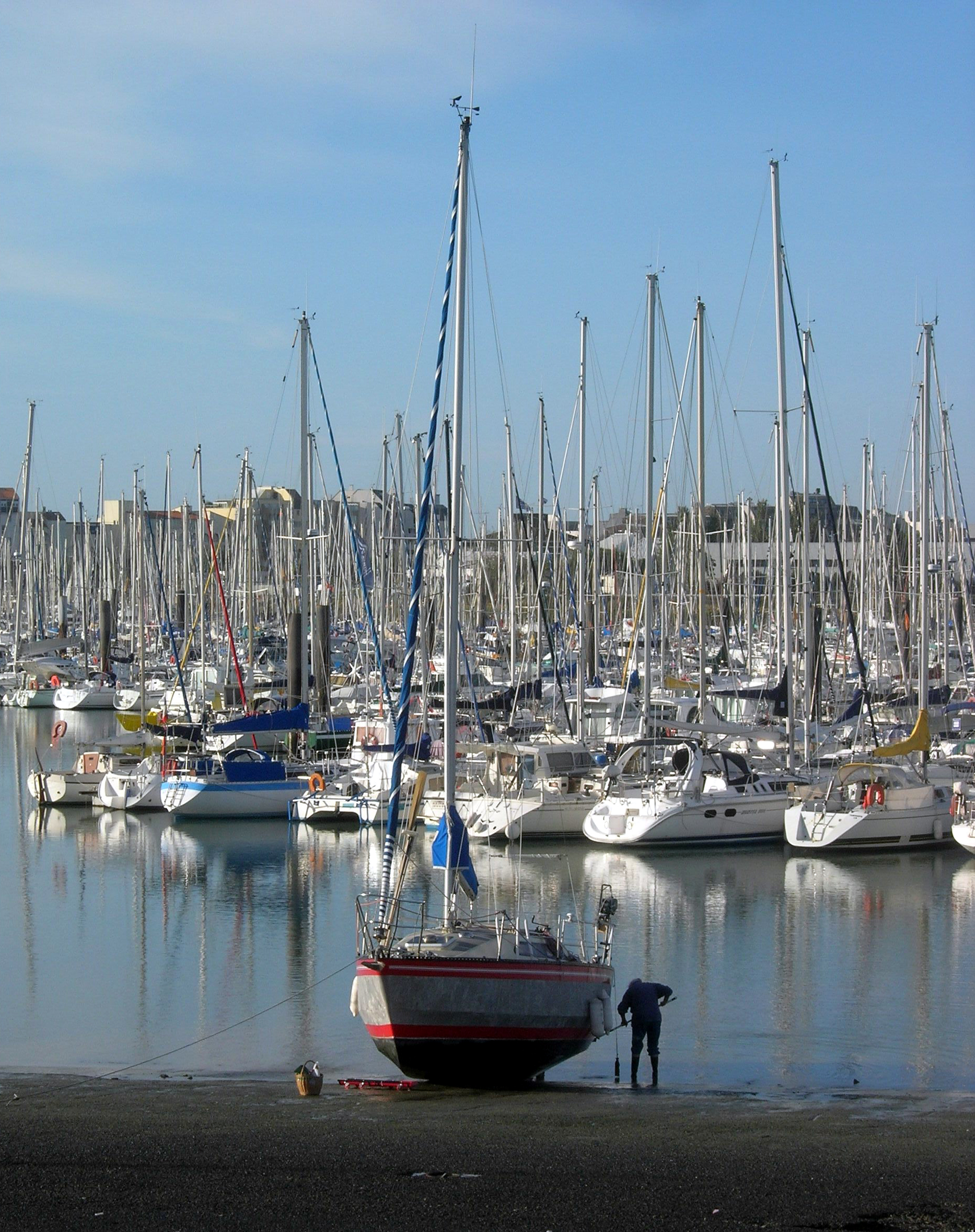
Voilier en cours de carénage sur une cale (opération désormais interdite par la réglementation européenne).

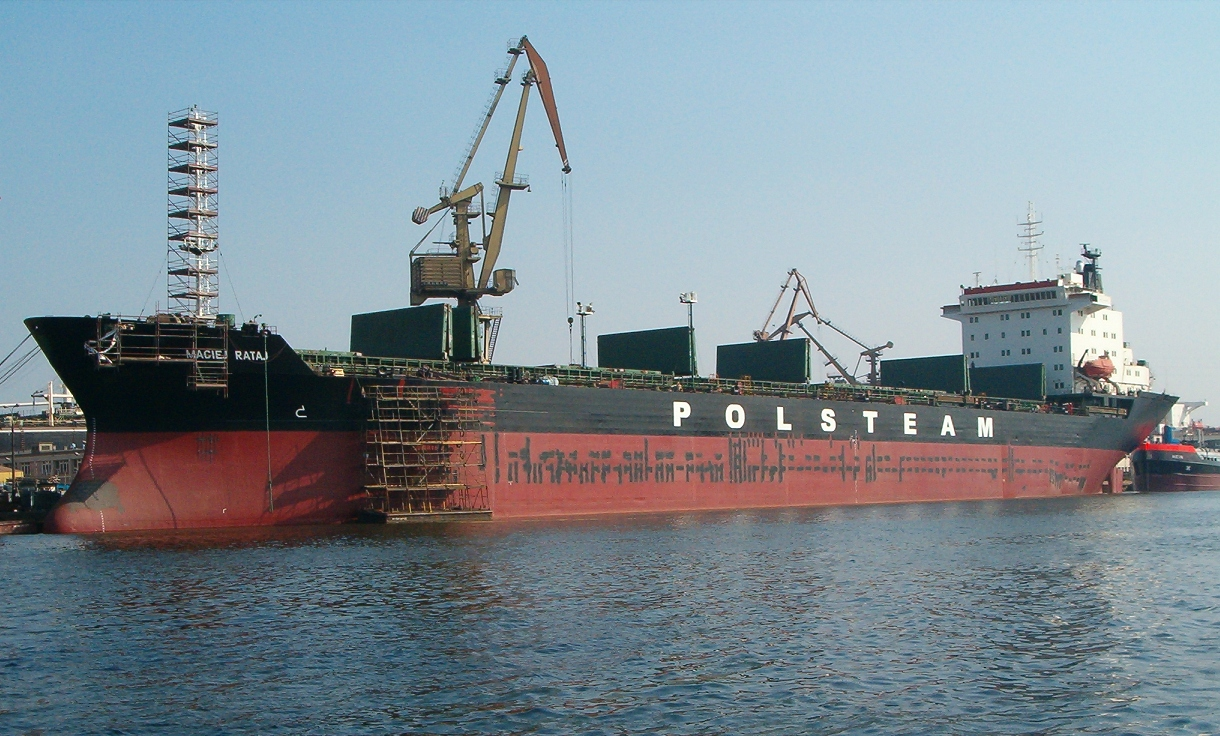
Un navire vide peut pour partie être caréné à quai, mais il est plus difficile de préserver le milieu marin des résidus, projections, aérosols de peintures et autres déchets d'antifoulings

Les déchets toxiques issus du carénage sont de deux types ;
- les écailles, poussières et particules produites par le carénage ; par grattage, ponçage et lavage de l'ancienne couche d'antifouling ;
- les déchets (bâches, gants, masques, papiers de verre, chiffons, bidons vides, sacs d'aspirateur, et autres matériels souillés…) issus de l'opération de peinture (au pinceau, rouleau ou pistolet à peinture)[27]).

Les opérations de carénage devraient se faire sur des « cales » mises aux normes (« aires de carénage ou des cales de carénage, où les effluents sont récupérés et stockés dans des cuves avant un rejet des eaux dans le milieu »). Ceci est obligatoire en Europe, mais il a été constaté, par exemple en Bretagne que « peu de cales et d’aires de carénage conformes aux normes environnementales sont disponibles dans le département. En effet, seulement 11 sites sont équipés de ce type d’infrastructure (fig. 5). Au contraire la pratique courante (et « traditionnelle ») consiste à effectuer le carénage sur le haut estran… »
En ce qui concerne précisément le carénage et l'antifouling, le code de l’environnement, dans l’article L. 216-6, reprend une disposition de la loi sur l’eau du 3 janvier 1992 et précise que « déverser ou laisser s’écouler, directement ou indirectement, des substances potentiellement nuisibles pour la santé ou pour la faune et la flore est puni d’emprisonnement et de fortes amendes (…) ». En effet, cet article prévoit, en cas de non-respect, 75 000 € d’amende et une peine de deux ans d’emprisonnement.

## Compositions

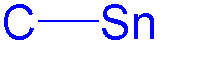
Formule type d’un organostanique (organominéral). Un atome d’étain, lié à une molécule carbonée

Plusieurs dizaines de molécules biocides peuvent être utilisées dans les antifoulings et retrouvés dans l'eau sous forme de résidus, :
- le cuivre semble le plus utilisé, pour sa toxicité sur le phytoplancton et d’autres organismes, sous forme d’oxyde cuivreux, d'oxyde cuivrique, de thiocyanate de cuivre, d'acrylate de cuivre, de poudre de cuivre en flocon, d'hydroxyde de cuivre, etc. ;
- le zinc est parfois utilisé sous forme de zinc pyrithione ;
- le cupronickel est parfois utilisé ;
- la colophane (rosine ou rosin) est souvent détectée (irritant, allergisant pour la peau et les poumons).

Des organochlorés comptent parmi les biocides relargués dans l'eau. Parmi ces derniers, on a surtout trouvé :
- du dichlorophényl-diméthyl-urée (diuron) qui est un des pesticides souvent détecté dans les eaux, mais aussi dans la pluie (avec dans ce cas une provenance supposée d’origine agricole) ;
- du 2-méthylthio-4-tert-butylamino-6-cyclopropylamino-s-triazine (irgarol 1051) ;
- du 2,4,5,6-tétrachloroisophtalonitrile (chlorothalonil) ;
- du 4,5-dichloro-2-n-octyl-4-isothiazolin-3-one (seanine 211 - kathon 5287), puissant phytotoxique ;
- du dichlorofluoro-méthylthiodiméthyl phényl sulfamide (dichlofluanide), produit réputé dégradable dans l'eau par photolyse[31], mais il se dégrade en dichlorofluorométhane[31] (Fréon 21, potentiellement toxique mais surtout destructeur de la couche d'ozone stratosphérique à l'état gazeux[32])
- de l'aniline[31] (très toxique)
- du DMSA[31] (acide dimercaptosuccinique, une molécule chélatrice non anodine) et on a montré qu'il se photodégrade mal en présence de matière organique dans l'eau[31] (ce qui est souvent le cas, notamment dans les ports et estuaires). On sait le détecter jusqu'à 10 ng L-1 dans l'eau, mais il semble très difficile à détecter dans les sédiments[33].

En moindre quantité ou moins souvent, on a aussi trouvé :
- du 2-thiocyanométhylthio-benzothiazole (TCMTB), très puissant et toxique fongicide ;
- du 2,3,5,6-tétrachloro-4-sulfuronyl pyridine (TCMS pyridine) ;
- du dithiocarbamate de zinc (zinèbe) ;
- du trioxyde d'arsenic, puissant cancérigène, très toxique et soumis à la directive Seveso.

On utilise aussi des produits pour lesquels on ne dispose pas ou peu d'informations toxicologiques :
- irgarol 1051 (un algicide dont le numéro CAS est 28159-98-0, suspecté d'être écotoxique[34]) ;
- seanine 211 – kathon 5287 de numéro CAS 64359-81-5, considéré comme un puissant biocide, presque aussi efficace que le TBT. Les kathons sont allergisants ou sensibilisants pour la peau.

Ces biocides sont parfois associés entre eux et/ou avec du cuivre pour obtenir des effets synergiques, renforcer ou élargir leur spectre d’action.

## Toxicité
Bien que l’on manque encore de données sur la dangerosité et les impacts des nouveaux antifoulings, ces produits font partie des produits qui sont sources de risques sanitaires, sur les chantiers navals, et parfois à bord des navires,, risques passant souvent inaperçus, les marins n'ayant pas conscience d'être exposés à ces produits, et la fiche d'exposition imposée en France ne s'appliquant pas aux armements maritimes.
Le tributylétain est toxique pour l'homme. Il est interdit, mais relativement rémanent et l'étain qui le compose n'est pas biodégradable. Les solvants de la plupart des antifoulings sont également toxiques, et les molécules actives des nouveaux antifoulings ne sont pas anodines pour la santé ou l'environnement.
Leur toxicité pour l'homme est :
- directe à la suite de l'inhalation de particules, par exemple lors d'utilisation de pistolet à peinture sans masque adéquat, ou lors du ponçage de la couche antifouling d'une carène, ou par passage percutané (au travers de la peau) à la suite de projections ou de contact avec la peinture, ou plus rarement via une ingestion accidentelle, ou pour des enfants qui porteraient à la bouche des écailles de peinture (phénomène dit de la « Pica ») ;
- indirecte, par ingestion de coquillages filtreurs tels que moules, huîtres, coques, etc. ou d'autres fruits de mer (ex. : oursins) ou poissons ayant grandi en aval de sites de carénage (peinture ou décapage de coques de navires, grands ou petits) ou à proximité d'épaves immergées ou dans une zone polluée par des antifoulings. La consommation régulière de fruits de mer contaminés peut induire des maladies aiguës ou chroniques liés aux ETM (éléments traces métalliques, dont métaux lourds). Il est courant que les déchets de carénages soient nettoyés au jet à haute pression, et parfois à l'acide chlorhydrique[5] ou à l'eau de Javel[5] avant d'être poussés vers l'eau, ou simplement abandonnés sur place, bien qu'ils répondent à la définition juridique du déchet toxique ;
- des phénomènes allergiques peuvent également exister. La toxicité des métaux varie selon l'histoire et la génétique des individus.

C'est pourquoi l'application d'antifouling au pistolet à peinture doit se faire avec un masque et une tenue de protection. L'application au pinceau doit se faire avec des gants et une tenue appropriée et en espace ventilé ;
- les risques immédiats sont irritatifs pulmonaires, allergiques et cutanés. Les risques à long terme n'ont pas été très étudiés, mais pourraient inclure des maladies dégénératives, autoimmunes, cancer, allergies, asthme[39], etc. Les solvants des antifoulings sont presque tous toxiques. Ce sont souvent des xylènes et des solvants issus de la carbochimie/pétrochimie contenant des composés benzéniques (triméthylbenzène, éthylbenzène, métisylène, propylbenzène) qui sont également toxiques. Les synergies entre différents produits biocides ont fait l'objet de quelques études, dont par bioassays[40].

## Écotoxicité

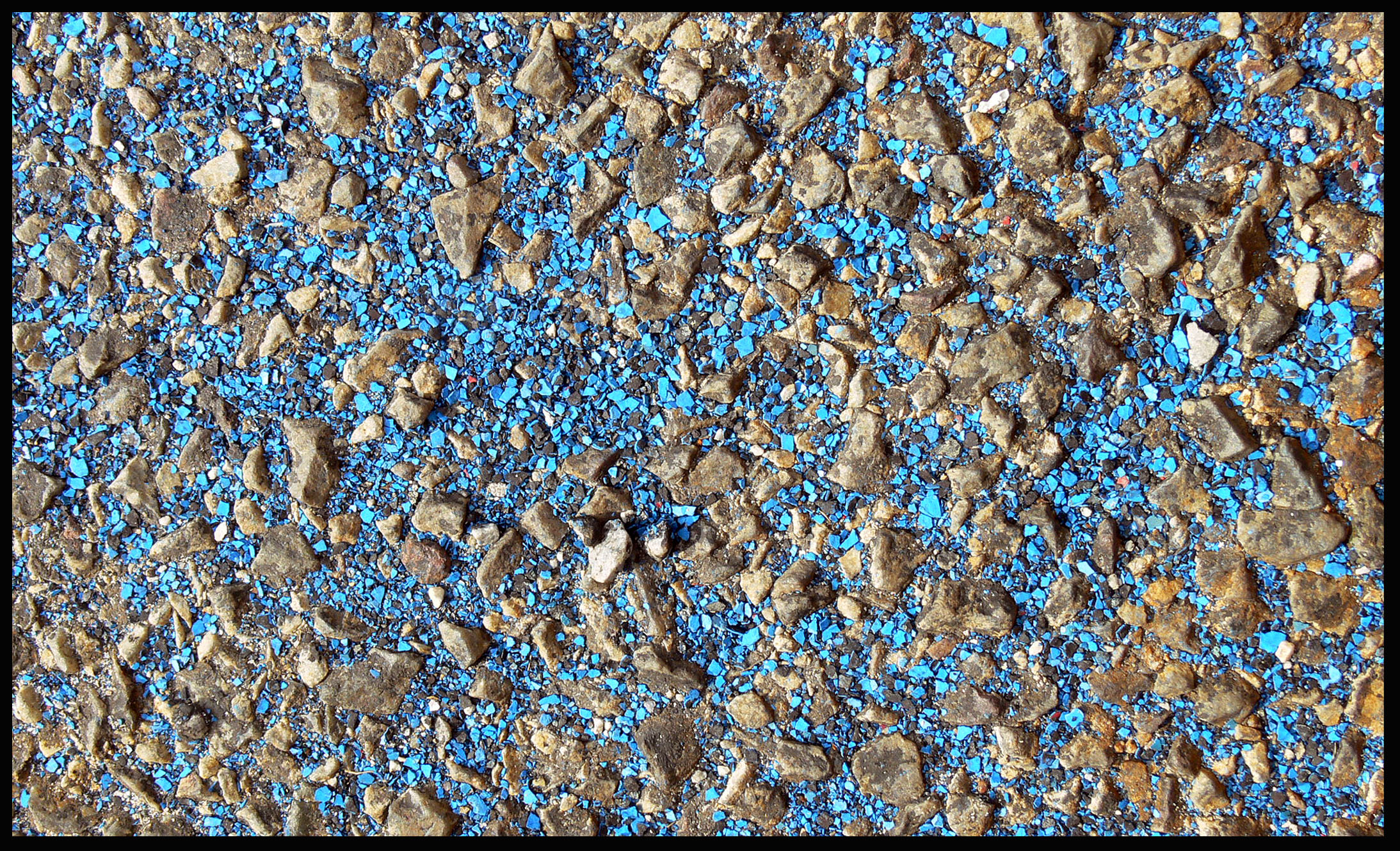
Ecailles d'antifouling et de peinture, laissé sur le sol d'une cale de carénage. Les déchets ainsi perdus lors de carénages successifs font souvent partie des déchets en mer

Durant plusieurs décennies, les peintures antifouling ont contenu des dérivés stanniques (i.e. de l'étain, comme le TBT, tribultylétain), dont les effets toxiques (et de perturbateur hormonal) sur le milieu marin se sont montrés importants, au point de décimer des populations naturelles de coquillages et de perturber la reproduction de nombreuses espèces.
L'usage de ces substances est désormais interdit (hors certaines dérogations) dans le cadre des conventions de l'OMI. Les nouveaux antifoulings sont moins toxiques, mais restent néanmoins de puissants biocides. Par exemple, selon les tests et données disponibles, le chlorothalonil, le seanine 211 et le dichlofluanide aux concentrations attendus dans l'eau de certains ports de plaisance et marinas représentent déjà une menace pour les populations de moules, d'oursins et d'ascidies, alors que l'irgarol semble moins toxique pour ces mêmes espèces, selon les tests disponibles (et quand elles ne sont pas en contact avec la peinture). D'autres études ont montré qu'aux doses actuellement détectées dans l'eau de plusieurs zones côtières, d'après les études d'écotoxicité faites en laboratoire, plusieurs biocides d'antifoulings constituent une menace pour de nombreux organismes. Les études in vitro ne portent généralement que sur une seule molécule. Il est possible que des effets synergiques résultent de l'exposition à des cocktails de molécules.
L’écotoxicologie des biocides, notamment dans les mers fermées, et en milieu marin et esturariens est une science jeune et peu pourvue de moyens, mais quelques indices laissent penser que dans les ports fermés, en tuant ou inhibant certains organismes filtreurs (cnidaires, éponges, moules, huitres, etc.), les antifouling pourraient contribuer à certains phénomènes de dystrophisation et de pullulation d'espèces indésirables, par régression d'animaux filtreurs et brouteurs, ou par régression d'herbiers marins, de zoostères notamment. Les espèces de phyto - et zooplancton les plus sensibles aux biocides disparaissent au profit d’algues indésirables ou toxiques (ex : dinophysis), ce qui pourrait augmenter le risque de TIAC (toxi-infection alimentaire collective), notamment les diarrhées induites par consommation de bivalves pollués par cette microalgue.
Certains biocides et d'autres polluants peuvent s'accumuler dans le biofilm qui se forme à la surface des eaux calmes et être « exportés » avec les embruns vers le littoral et les terres intérieures lors des tempêtes, au point d'affecter voire de tuer les plantes les plus fragiles de la bande côtière. Il est plausible aussi que certains organismes puissent développer des résistances à certains biocides.
Les cales et sites d'entretien des coques de navires devraient donc être isolés du milieu aquatique, et les déchets traités comme déchets toxiques et dangereux (ils ne doivent pas être enfouis dans la terre, jeté à l'égout ni incinérés).

Les carcasses de navires immergées pour en faire des récifs artificiels devraient toujours être débarrassées de leurs éléments polluants (cuivre, laiton, plomb, machines, graisses carburants, peintures…) et leur antifouling devrait être idéalement décapé. Des analyses faites sur les moules poussant autour d'épaves ont montré qu'elles accumulaient les métaux lourds perdus dans l'eau, dans leur chair, mais aussi dans leur coquille. Les métaux contenus par les peintures et antifoulings ne sont ni biodégradables, ni dégradables.
Il parait plausible que la réduction des populations de crabes et crustacés observée dans tous les ports depuis quelques décennies soit en partie due aux antifoulings.

## Recherche et alternatives
Deux principales voies, éventuellement complémentaire semblent se dessiner : Modifier chimiquement ou physiquement le substrat pour inhiber les capacités de fixation des organismes, ou imiter les processus naturels de défense contre les organismes incrustants.

### Le rôle de la recherche
La recherche contribue d'une part à affiner les moyens d'analyses en chimie du TBT (et dibutylétain (DBT) et du monobutylétain (MBT) ses deux produits de dégradation, également toxiques, mais moins que ne l'est le TBT), biochimie, à améliorer l'étude des impacts immédiats et différés de différents types et usages d'antifoulings, et d'autre part à envisager, tester et valider ou invalider les alternatives possibles, y compris des points de vue de la santé environnementale et socio-économiques.

### Le rôle des fabricants
Les fabricants de peinture ou de matière active (biocide) sont surtout basés (siège social) en Europe, aux États-Unis (ex : Akzo Nobel Polymer Chemicals B.V. à Chicago qui fabrique des peroxydes organiques, des métaux-alkylés, divers organométalliques, des additifs polymères, et des antifoulings) et en Asie, mais leur production peut être délocalisée.

Ce sont des acteurs-clé car pouvant mettre sur le marché des alternatives plus respectueuses de l'environnement.
Ils se réunissent tous les quatre ans environ depuis un premier congrès (International Congress on Marine Corrosion and Fouling) tenu en France en 1964. Le dernier congrès s'est tenu à San Diego en 2002, avec le soutien du Comité international permanent pour la recherche sur la préservation des matériaux en milieu marin (COIPM), sans qu'une peinture antifouling vraiment satisfaisante pour l'environnement n'ait encore été trouvée, en dépit d'un programme très riche et d'une amélioration constante des connaissances en matière de corrosion et de dégradation des matériaux immergés.

### les alternatives aux systèmes peints
Ce sont par exemple les tôles de cuivre autrefois utilisées.

Pour les infrastructures offshore, des brevets ont été déposés pour enrouler des matériaux antifouling autour d'une structure (par exemple tubulaire) existante.

### Les peintures sans tributylétain
Les antifoulings sans étain ont souvent un médium vinylique ou acrylique (réputé moins toxique) mais les étiquettes et les fabricants omettent généralement de mentionner la nature et le dosage des biocides (fongicides, herbicides ou autres biocides) ou additifs et surfactants (ex : acide dithiocarbamique) qu’ils contiennent. Jusque vers 1975, les industriels ont cherché à imiter le modèle des pesticides agricoles, en visant des antifoulings délivrant à leur surface le plus longtemps possible une quantité suffisante de produits toxiques pour tuer les plantes et animaux qui s'accrochent sur les coques. Ces peintures sont souvent conçues pour être « érodables » en un ou deux ans selon le nombre de couches.
À la fin des années 1990, on a cherché à créer des produits moins nuisants pour l’environnement. On a ainsi testé et développé des matériaux high tech ; polymères élastomères, nouveaux polymères érodables, produits à base de silicone, peintures au téflon ou érodable à base d’eau pour mieux glisser sur l'eau. On a testé des systèmes plus sophistiqués encore : systèmes d'ondes acoustiques générées par des décharges électriques, etc. en espérant réduire l'accroche des organismes sur la coque, mais qui manquent encore de retour d'expérience ou de diffusion.
Les régatiers anglais utilisent encore de la lanoline anhydre qui protège leur carène durant environ 45 jours, et donne à la coque une glisse réputée excellente.

### La non-adhérence (Silicone)
Les recherches ont mené vers de nouveaux produits, comme la peinture au silicone, ou le film adhésif silicone. Le principe est alors la "non-adhérence" : le fouling (biofilm) se développe mais ne peut rester sur la surface par manque d’adhérence. Aucun produit toxique (biocide, cuivre...) ne tue les organismes.
Déjà utilisé sur des cargos et certains bateaux spécifiques, le silicone est complexe à mettre en œuvre pour la plaisance, d'où l'arrivée de versions en film adhésif : simple à mettre en œuvre, pas de silicone en contact avec la carène.
Ces solutions ne comprennent pas de biocides et sont durables (de 2 à 5 ans minimum),. En outre, la glisse améliorée permet une économie de carburant pour les bateaux à moteur. La relative fragilité de la surface est le principal frein au développement de cette alternative, même si des solutions (protection des bers, sangles) existent.

### Alternatives non chimiques
Un appareil (Shipsonic Ultra Sonic Algae Killer for ships) adapté aux petits bateaux est commercialisé, qu'on peut utiliser à la manière d'un balai sous la ligne de flottaison, sur le bateau à l'eau. C'est un transducteur qui émet des ultra-sons qui empêchent la fixation d'organismes marins (coquillages, algues, organismes incrustants) en activant à échelle microscopique une couche ultra-mince d'eau au contact de la coque (avec phénomène de bullage/cavitation), décollant les organismes qui commençaient à s'y fixer. Il doit être utilisé fréquemment, et il est peu pratique pour les parties éloignées de la ligne de flottaison (quille…), mais présente l'avantage de ne disperser aucun produit toxique dans l'eau.
De la même manière, d'autres sociétés proposent des solutions de nettoyage à flots des coques de bateaux par brossage, qui permet de se passer d'antifouling en brossant régulièrement (4 à 6 fois par an),.
De nouveaux matériaux sont à l'étude en laboratoire[Qui ?] depuis quelques décennies, dont certains cherchent à imiter les qualités du mucus des organismes marins. D'un coût élevé, s'ils s'avèrent assez résistants, ils seront probablement d'abord réservés aux navires de course ou à des usages militaires ou à haute valeur ajoutée.[réf. nécessaire]

### Prospective
Une des pistes est de mieux comprendre comment certains organismes aquatiques résistent eux-mêmes à la colonisation de leur peau (mammifères marins, poissons), ou de leurs cuticules ou coquilles par d'autres organismes végétaux ou animaux encroutant, et d'en tirer des pistes de solutions nouvelles (enzymes, métabolites). En effet, de nombreux organismes marins ont une ou plusieurs phases de vie fixées et chercheront à se fixer sur le premier support qu'ils trouveront. Presque tous les animaux marins doivent donc faire face à la colonisation de leur propre enveloppe ou peau, par d'autres organismes (qui ne sont que rarement des parasites, mais qui s'accrochent aux substrats qu'ils trouvent). Même des animaux mobiles et à peau souple comme les baleines, les cachalots, les orques ou les dauphins sont confrontés à ces phénomènes. Des scientifiques étudient notamment les propriétés de la peau des dauphins, ou des phoques ou otaries pour essayer de développer de nouveaux systèmes « anti salissures ».
Les poissons, comme certaines algues, certaines éponges ou oursins se protègent par leur mucus ou la production de composés biocides, les dauphins et orques se frottent sur le fond sableux, mais ont une peau qui limite l'accrochage d'animaux marins. Comme celle des baleines qui doivent néanmoins supporter des plaques de plusieurs kilogrammes d'organismes fixés sur leur peau. Sous l'eau, on observe que les crustacés de type crevette ou homard passent beaucoup de temps à se lisser les antennes, les yeux et d'autres organes mobiles et vitaux pour en décoller les organismes qui sans cesse commencent à s'y fixer.
Des enzymes inhibant les capacités de certains organismes à se fixer pourraient aussi être un jour utilisés
Des labels environnementaux de type Ecoport demandent un traitement approprié des déchets.
Un risque est que certaines espèces s'adaptent (par sélection naturelle) à certains biocides.
À noter, le projet de recherche BioPainTrop(financé par l'ANR depuis mai 2012). Son objet vise le développement de peintures antifouling écologiques à base de molécules marines tropicales issues des ressources marines de l’île de La Réunion. Ce projet de développement de nouvelles peintures antisalissures, respectueuses de l’environnement, a reçu début 2010, la labellisation du Pôle Mer Bretagne.